# Michaela McQueen
Michaela Marlena Elizabeth McQueen es un personaje ficticio de la serie de televisión británica Hollyoaks, interpretada por la actriz Hollie-Jay Bowes desde el 11 de enero de 2006, hasta el 24 de junio de 2010. Hollie regresó a la serie en octubre del 2011 y su última aparición fue el 31 de agosto de 2012.

## Antecedentes
Michaela es la quinta hija de Myra McQueen y la primera de Ricky Bowen. Carmel creció junto a sus hermanos Carmel y John, al igual que junto a sus medias hermanas Jacqui, Mercedes y Tina.
Michaela es muy buena amiga de Amy Barnes.